# Dusona maruyamator
Dusona maruyamator är en stekelart som beskrevs av Hinz 1979. Dusona maruyamator ingår i släktet Dusona och familjen brokparasitsteklar. Inga underarter finns listade i Catalogue of Life.